# Дансько-шведська війна (1788—1789)

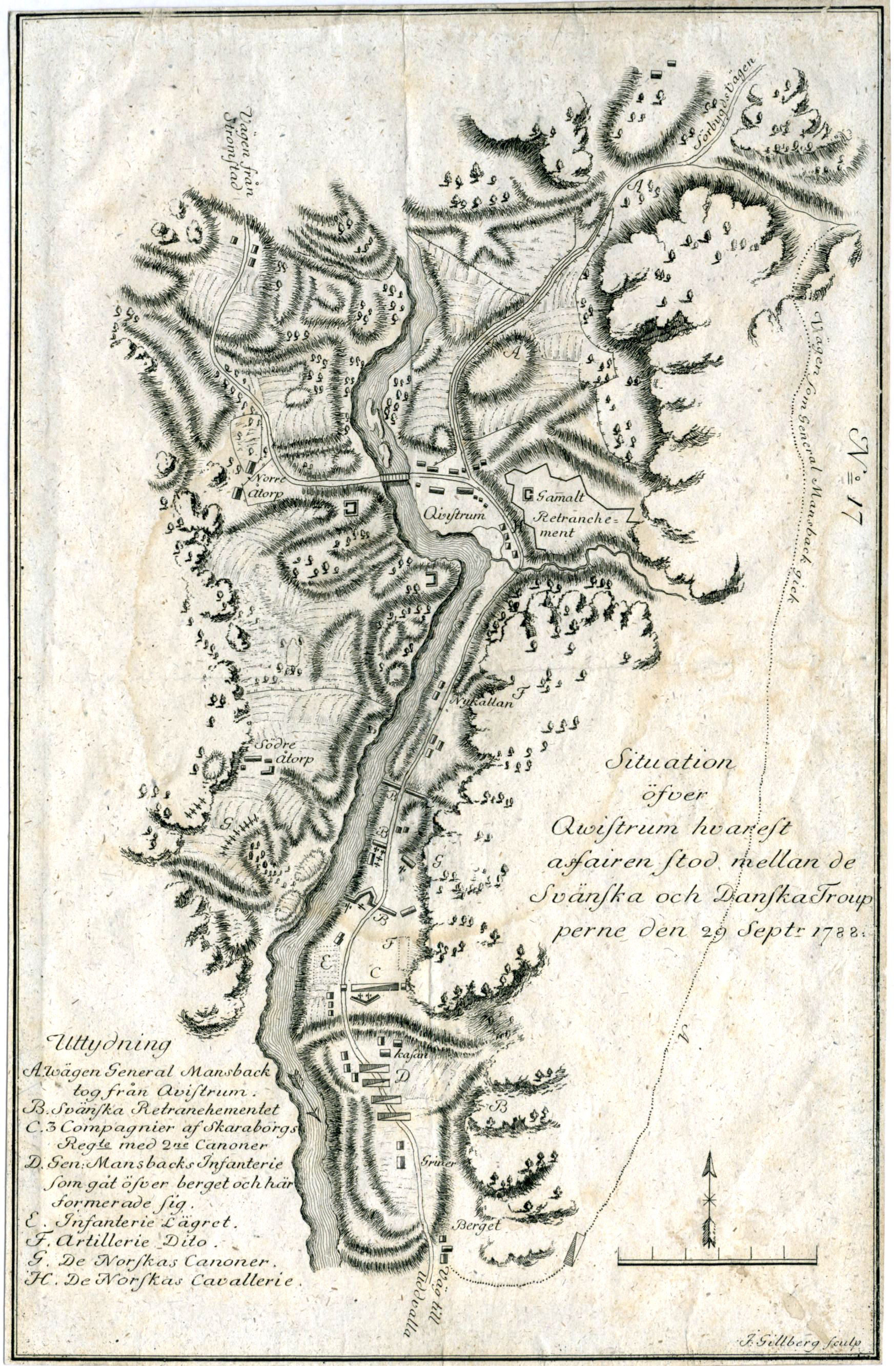
Карта поля битви в Квіструме, на південь від Мункедала в Богуслене, Швеція.

Дансько-шведська війна 1788—1789, також відома як Театральна війна (швед. Teaterkriget), Бруснична війна, Журавлина війна (норв. Tyttebærkrigen, дан. Tyttebærkrigen) — війна між Данією-Норвегією і Швецією, причиною якої був напад шведів на Росію, що мала союзницькі відносини з Данією.

## Історія

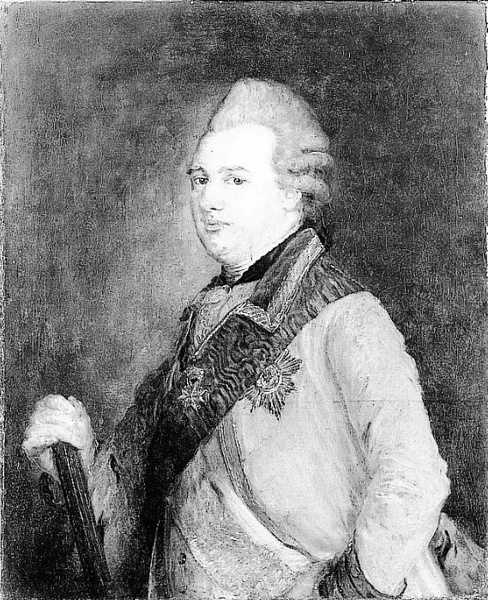
Принц Карл Гессен-Кассельський (1744—1836 рр.). Худ. Ж. Б. Перроно

Шведський король Густав III прагнув повернути Швеції втрачені нею в XVIII столітті території, уклав союз із Туреччиною. Влітку 1788 року він напав на Росію, сили якої були у той час відвернуто війною з турками. Інсценувавши 21 червня (2 липня) 1788 р. прикордонний інцидент, він без згоди Риксдагу почав військові дії. Перед початком війни шведський король всіляко прагнув укласти союз з Данією. Для цієї мети він у 1787 році відвідав Копенгаген, проте поїздка успіху не мала. Росія ще в 1773 році уклала з Данією союзний договір, згідно з яким у разі нападу Швеції на одну зі сторін інша сторона повинна була оголосити їй війну, немов була вона атакована сама. Коли шведи напали на Росію, російський посол у Копенгагені від імені свого двору зажадав виконання умов договору. Данський король віддав наказ сформувати допоміжний корпус в Данії, однак згідно з договором, цей корпус мав бути переданий у розпорядження Росії. А та наполягла, щоб Данія напала на Швецію з території Норвегії.
19 серпня 1788 року данський міністр закордонних справ А. Бернсторф передав шведському післанцю в Копенгагені заяву про намір Данії виступити на боці Росії зі зброєю в руках, а 28 серпня Густав III, який перебував на Аландських островах, отримав про це офіційне повідомлення. Однак оскільки данські війська діяли лише як російський допоміжний корпус, то дипломатичні відносини між Копенгагеном і Стокгольмом не переривалися.
У вересні данці відправили в море 3 лінійних кораблі (один 74-гарматний і два 64-гарматних), 3 фрегати, 10 галер і 12 шлюпок. Вони мали наказ 24 вересня підняти на бушприті російський прапор і почати військові дії проти шведського флоту. Захоплювати шведські торгові судна було заборонено їм.
24 вересня 1788 р. війська данського головнокомандувача принца Карла Гессен-Кассельського чисельністю у 9500 осіб, більша частина з яких були норвежцями, вторглася з боку Норвегії в Богуслен з наміром осадити Гетеборг. Вони складалися з 12 ескадронів драгунів (1440 чоловік), 16 батальйонів піхоти (7500 осіб). Їм протистояв шведський загін з 700 чоловік під командуванням полковника Яна Вернера Транефельта, який був змушений перед переважаючими силами противника відступити до укріплення біля річки Квіструмельвен, що протікає неподалік від Мункедаля, яке розташоване в 19 км на північний захід від Уддевалла. Там він отримав підкріплення, і його сили збільшилися до 900 чоловік і шести гармат. Замість того щоб зайняти вигідне розташоване зміцнення, Транефельт наказав звести в 900 м від мосту через річку інше зміцнення, від якого мосту навіть не було видно. Сам міст не був зруйнований, і данські війська змогли безперешкодно його оминути і зайняти долину. Шведи виявилися оточеними.
29 вересня між данцями та шведами почалася артилерійська перестрілка. Коли данський командувач віддав своїм драгунам наказ приготуватися до атаки, шведська сторона висловила бажання капітулювати. У полоні опинилося 806 осіб. Більшість з них була відпущена після того, як вони присягнулися більше не брати участь у військових діях проти російської імператриці та її союзників. Однак всі рушниці, гармати й обоз дісталися противнику як трофеї. Шведи втратили п'ятьох чоловік убитими і близько п'ятдесяти пораненими. У данців також виявилося п'ятеро вбитих і п'ятнадцять поранених. Після капітуляції Транефельта данці змогли на початку жовтня безперешкодно зайняти Уддевалла (1 жовтня) та Венерсборг (3 жовтня). На Транефельта і ще двох його офіцерів — підполковників Функа і Фрізендорфа — пізніше лягла підозра в зраді, і вони постали перед військовим трибуналом. У підсумку вони були звільнені у відставку і виплатили всі судові витрати.

## Завершення та підсумок війни
Після початку військових дій Велика Британія і Пруссія стали чинити тиск на Данію, вимагаючи припинення війни і погрожуючи своїм втручанням. Прибулий із Фінляндії Густав III активно взявся за створення «народного ополчення». Крім того, йому поступово вдалося стягнути до Гетеборга регулярні війська чисельністю 8,5 тисяч чоловік.
9 жовтня данці були змушені припинити воєнні дії та укласти зі шведами перемир'я. У листопаді вони повністю очистили від своїх військ Богуслен. За рік між Данією і Швецією був укладений формальний мир на умовах «статус-кво». — У Швеції даний військовий конфлікт отримав назву «театральної війни», оскільки воєнних дій практично не велося, норвежці ж охрестили війну «брусничною», оскільки дансько-норвезькі війська погано забезпечувалися провіантом, і їм доводилося поповнювати свій раціон ягодами.
| Прапор Швеції | Це незавершена стаття про Швецію. Ви можете допомогти проєкту, виправивши або дописавши її. |